# Néstor Antón
Néstor Fausto Antón Giudice (ur. 19 kwietnia 1924 w Montevideo, zm. 6 maja 1952 tamże) – urugwajski koszykarz, uczestnik Letnich Igrzysk Olimpijskich 1948.
Antón tylko raz wystąpił na igrzyskach olimpijskich. W Londynie (gdzie jego reprezentacja zajęła piąte miejsce), grał w ośmiu meczach, zdobywając 17 punktów (notując także 23 faule).